# Murphy (Karosseriehersteller)

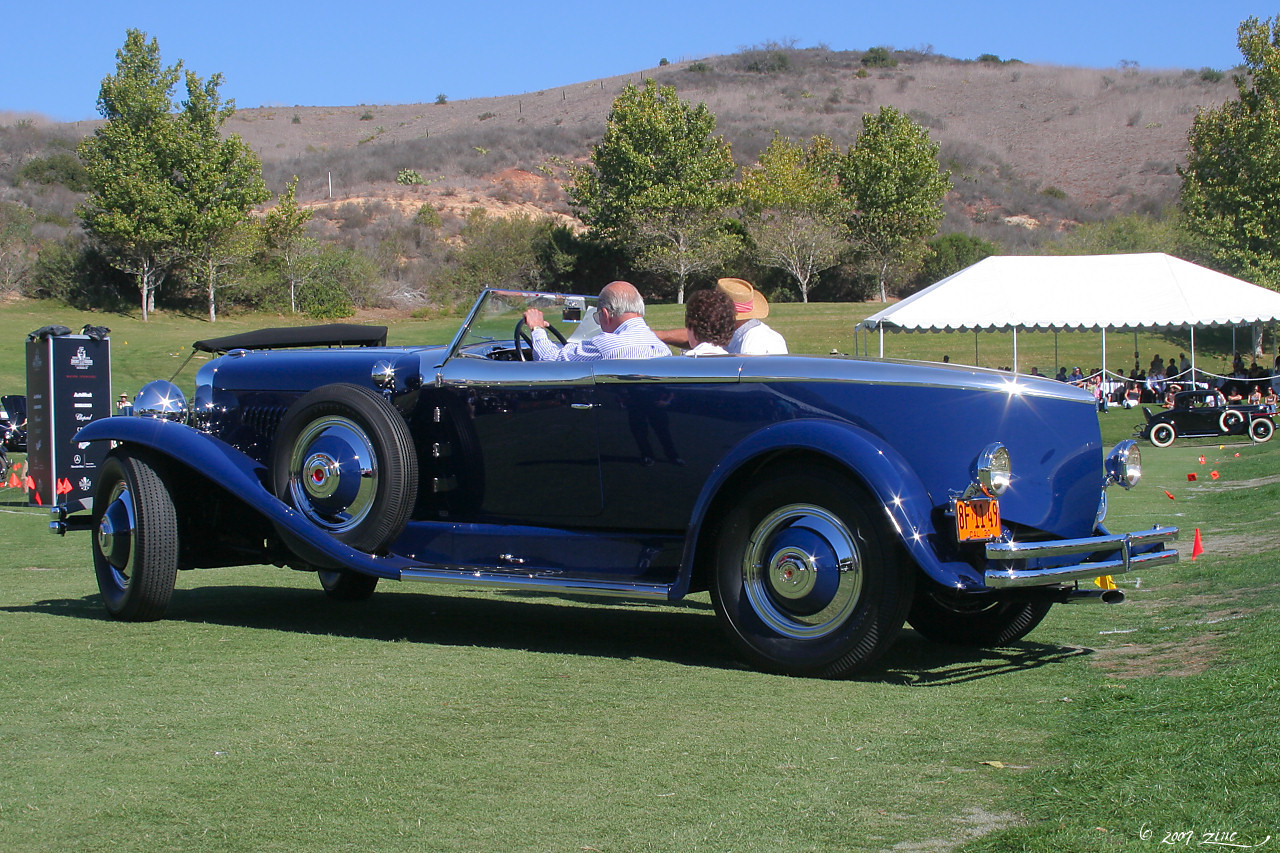
Duesenberg J Murphy Disappearing Top Torpedo Convertible Coupe (1930). Dies ist eine Ableitung des Katalog-Roadsters mit dessen vollständig versenkbaren Verdeck.

Walter M. Murphy Co. war ein US-amerikanischer Stellmacherbetrieb, der in Pasadena (Kalifornien) ansässig war.

## Unternehmensgeschichte
Die Firma wurde im August 1920 von Walter M. Murphy (1881–1961) gegründet, der einer reichen Detroiter Familie entstammte und in Los Angeles bereits seit 1916 eine Autohandelsgesellschaft besaß. Diese handelte seit Beginn des Jahres mit Lincoln-Fahrzeugen, für die die neue Firma in Pasadena Aufbauten nach Kundenwunsch fertigte.
1921 wurden Einzelstücke auf Duesenberg-Chassis gefertigt, ab 1923 bot man Cabriolets mit vollversenkbarem Dach an. Mitte der 1920er-Jahre baute man Karosserien für bekannte Filmstars und andere Hollywood-Größen, wie Clark Gable, Rudolph Valentino oder Howard Hughes, auf Bugatti-Fahrgestellen und solchen anderer Luxusautos.
1927 wurde als Neuerung die die vom Schweizer Karosserier Georges Gangloff erfundene "Glashaus-Karosserie" vorgestellt, die insbesondere die A-Säulen durch besonders dünne, verchromte Streben aus Gusseisen ersetzte. So waren größere Glasflächen möglich. Murphy verbesserte das System und erhielt darauf eigene Patente. Nach diesen entstand 1928 bei Biddle & Smart eine größere Serie dieser Aufbauten für Hudson-Fahrzeuge. Ab 1929 karossierte Murphy einen Großteil der neuen Duesenberg-J-Modelle; zumindest ein Roadster mit dem patentierten, voll versenkbaren Verdeck war eine "Werkskarosserie" und gilt als meistgebaute Ausführung des J und SJ.
1930 gab Murphy die Karosserien in Gemischtbauweise auf und wandte sich den Ganzstahlkarosserien zu. Als Ende 1931 abzusehen war, dass die Aufträge für Einzelanfertigungen zurückgehen würden, verlor Walter Murphy die Lust am Karosseriebau und gab die Firma 1932 auf. Seine ehemaligen Angestellten Bohman und Schwartz übernahmen die Restaufträge und begründeten damit ihr neues Unternehmen.